# Одина (Шадринский район)
Одина — деревня в Шадринском районе Курганской области России. Входит в состав Краснонивинского сельсовета.

## География
Деревня находится на северо-западе Курганской области, в пределах юго-западной части Западно-Сибирской равнины, в лесостепной зоне, на правом берегу реки Барневы, на расстоянии примерно 8 километров (по прямой) к юго-юго-востоку (SSE) от города Шадринска, административного центра района. Абсолютная высота — 81 метр над уровнем моря.

### Климат
Климат характеризуется как резко континентальный, с холодной продолжительной малоснежной зимой и тёплым сухим летом. Средняя температура воздуха самого холодного месяца (января) составляет −18 °C (абсолютный минимум — −50 °С); самого тёплого месяца (июля) — 18 °C (абсолютный максимум — 41 °С). Безморозный период длится 192—196 дней. Годовое количество атмосферных осадков — 320—470 мм, из которых большая часть выпадает в тёплый период. Продолжительность периода с устойчивым снежным покровом равна 150—160 дням.

## История
До 1917 года в составе Макаровской волости Шадринского уезда Пермской губернии. По данным на 1926 год состояла из 104 хозяйств. В административном отношении входила в состав Макаровского сельсовета Батуринского района Шадринского округа Уральской области.

## Население
| 1989 | 2002 | 2010 |
| ---- | ---- | ---- |
| 47   | ↘34  | ↗38  |

По данным переписи 1926 года в деревне проживало 513 человек (259 мужчин и 254 женщины), в том числе: русские составляли 100 % населения.

### Гендерный состав
По данным Всероссийской переписи населения 2010 года в гендерной структуре населения мужчины составляли 57,9 %, женщины — соответственно 42,1 %.

### Национальный состав
Согласно результатам Всероссийской переписи населения 2002 года, в национальной структуре населения русские составляли 79 %.